# هوبرن
longitudeهوبرنlatitudeهوبرن
هوبرن (به انگلیسی: Holborn، تلفظ: ‎/ˈhoʊbərn/‎ HO-bə(r)n) یک ناحیه در لندن است که در منطقه کمدن لندن واقع شده‌است.
این ناحیه در سال ۲۰۰۱ میلادی ۷٬۵۶۸ نفر جمعیت داشته‌است.

## نگارخانه

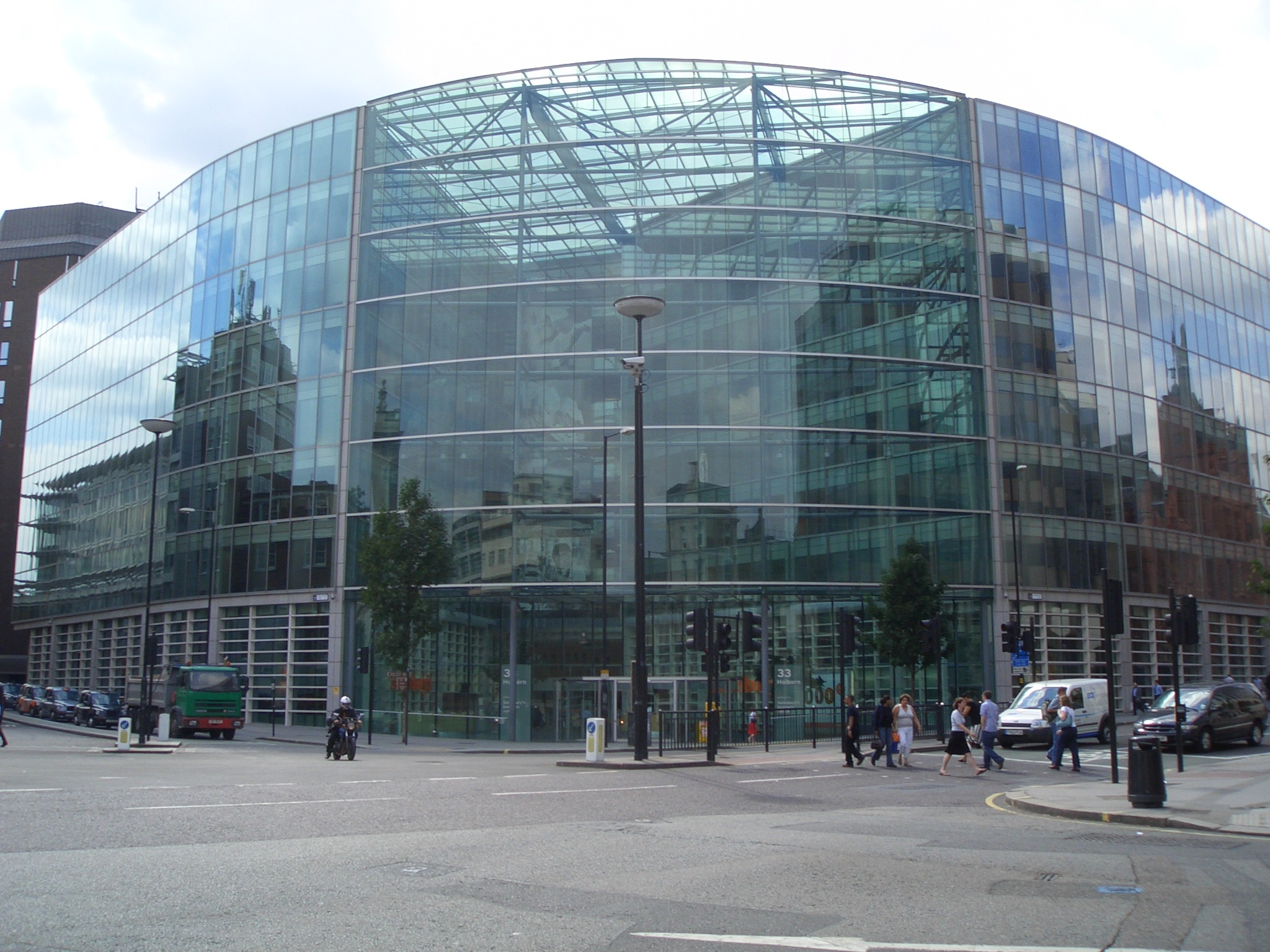
The headquarters of سینزبوریس در Holborn Circus
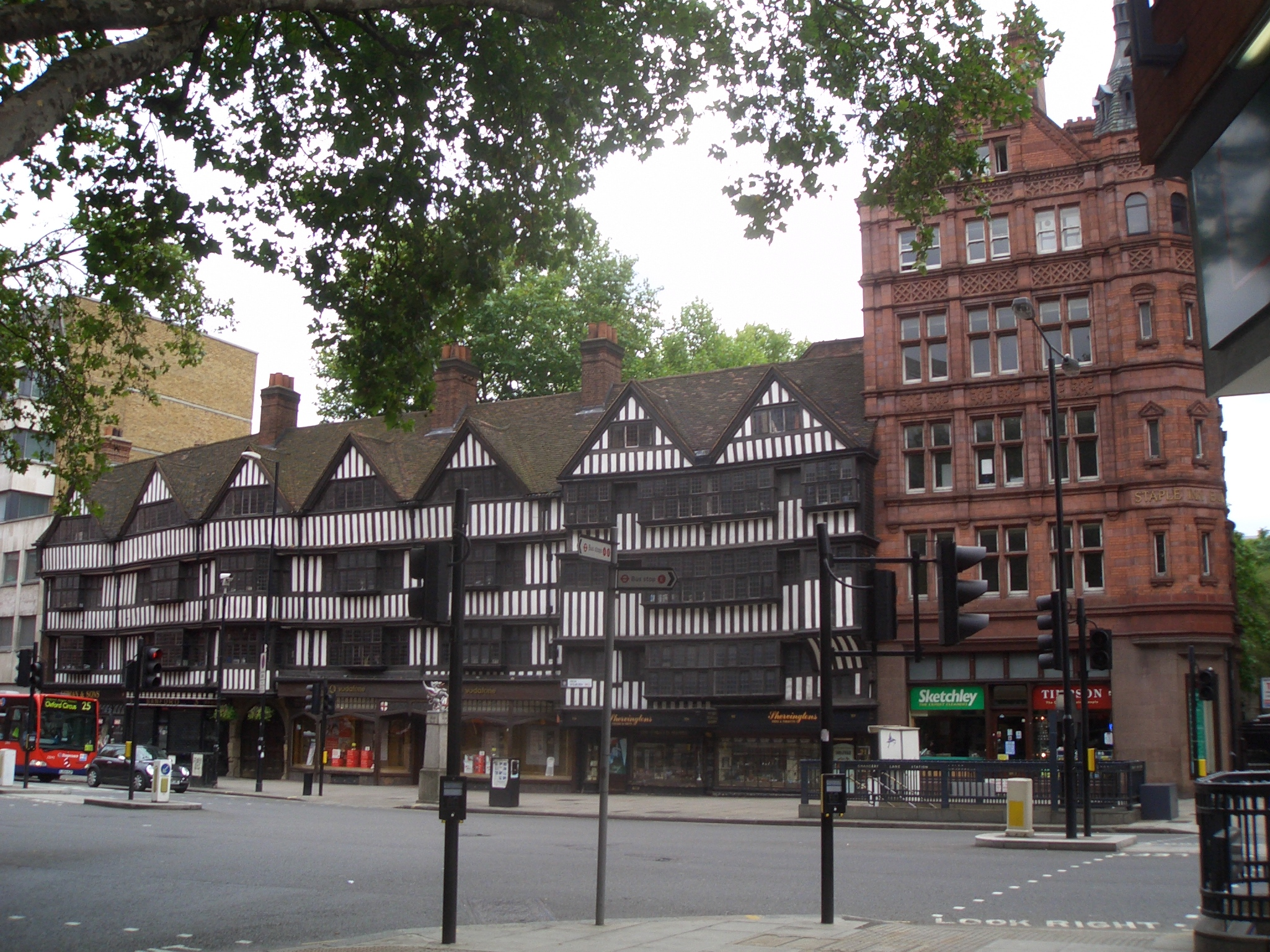
Staple Inn, near ایستگاه متروی چنسری لین
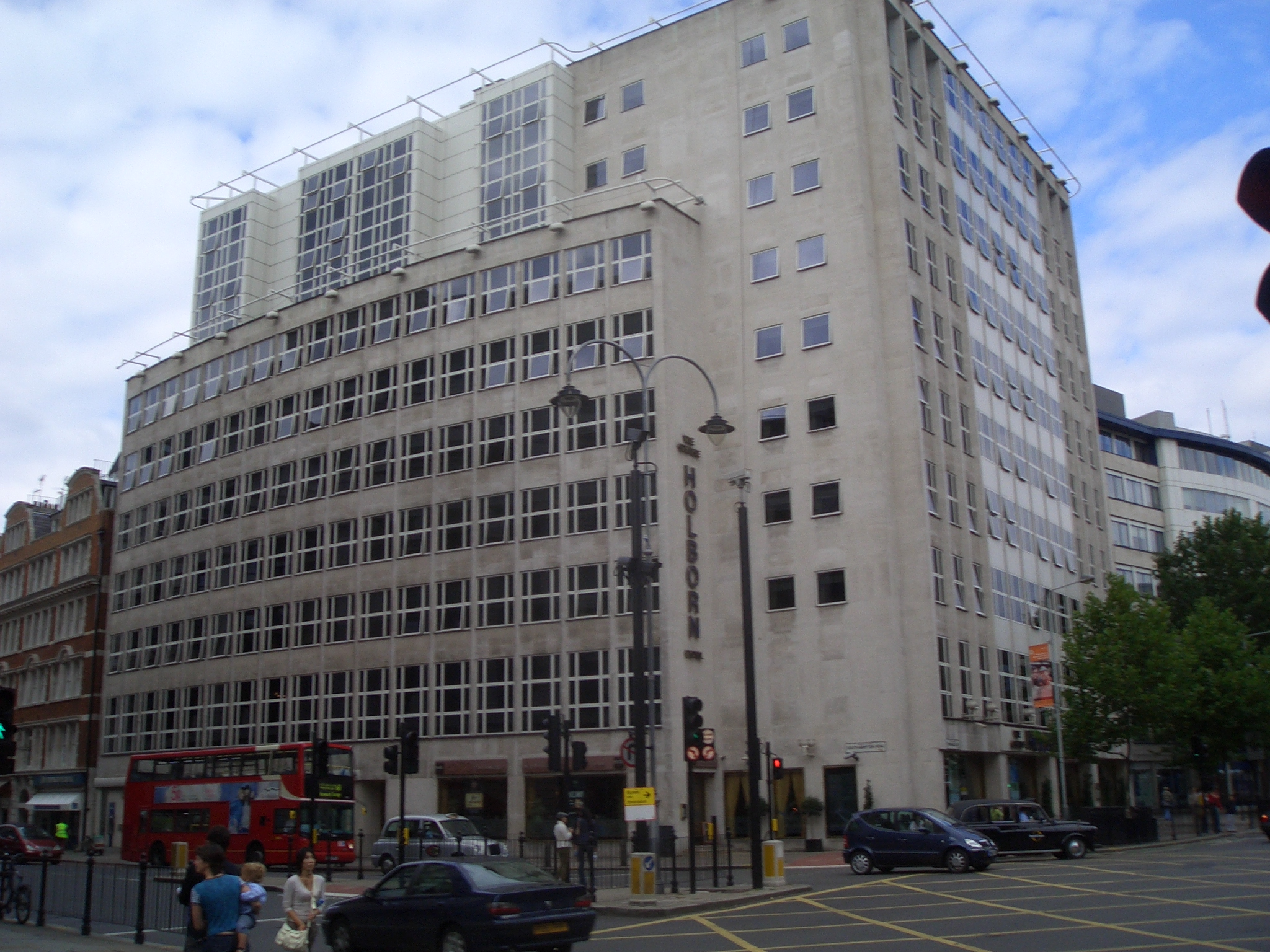
Grange Holborn Hotel
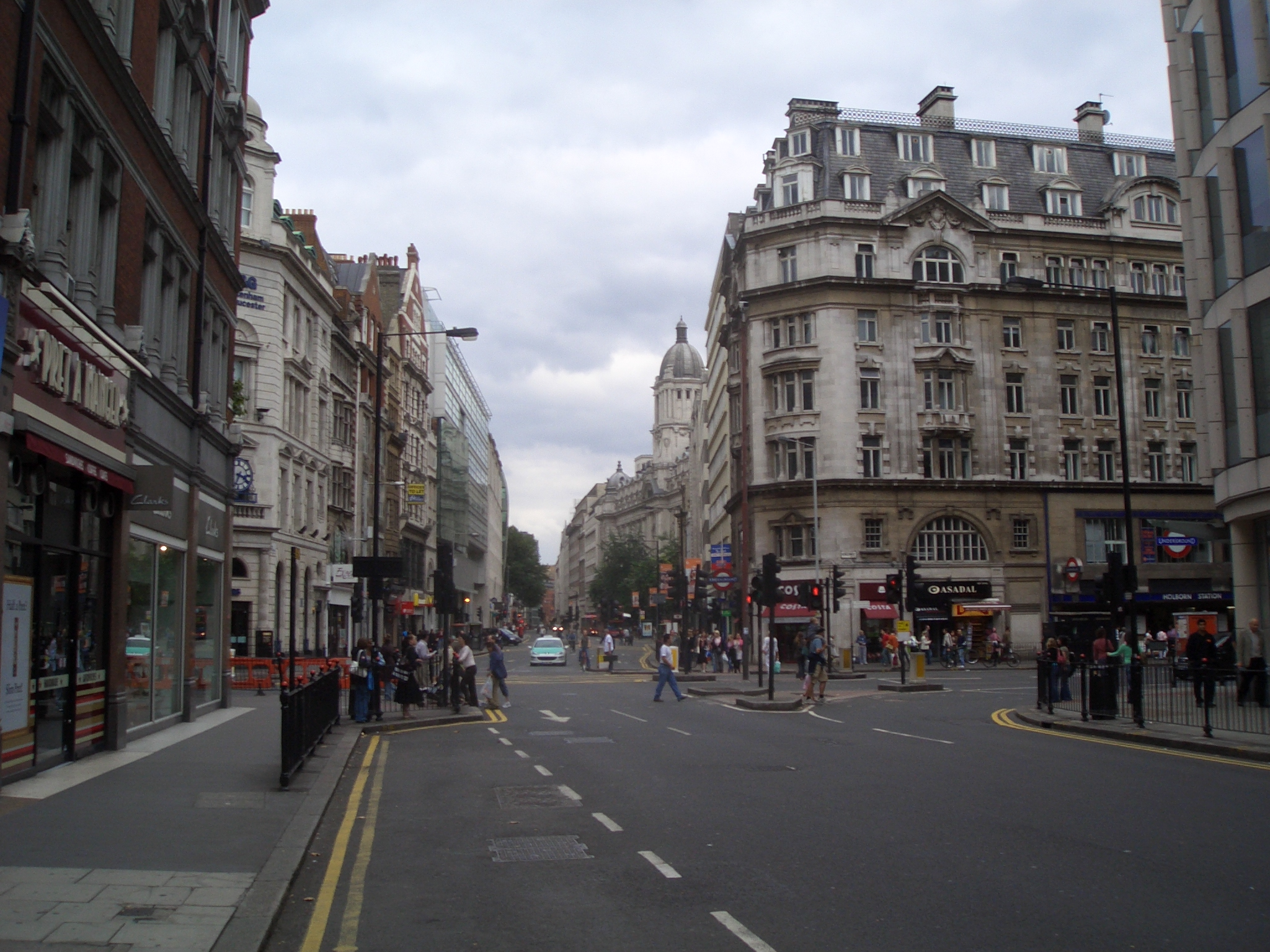
High Holborn
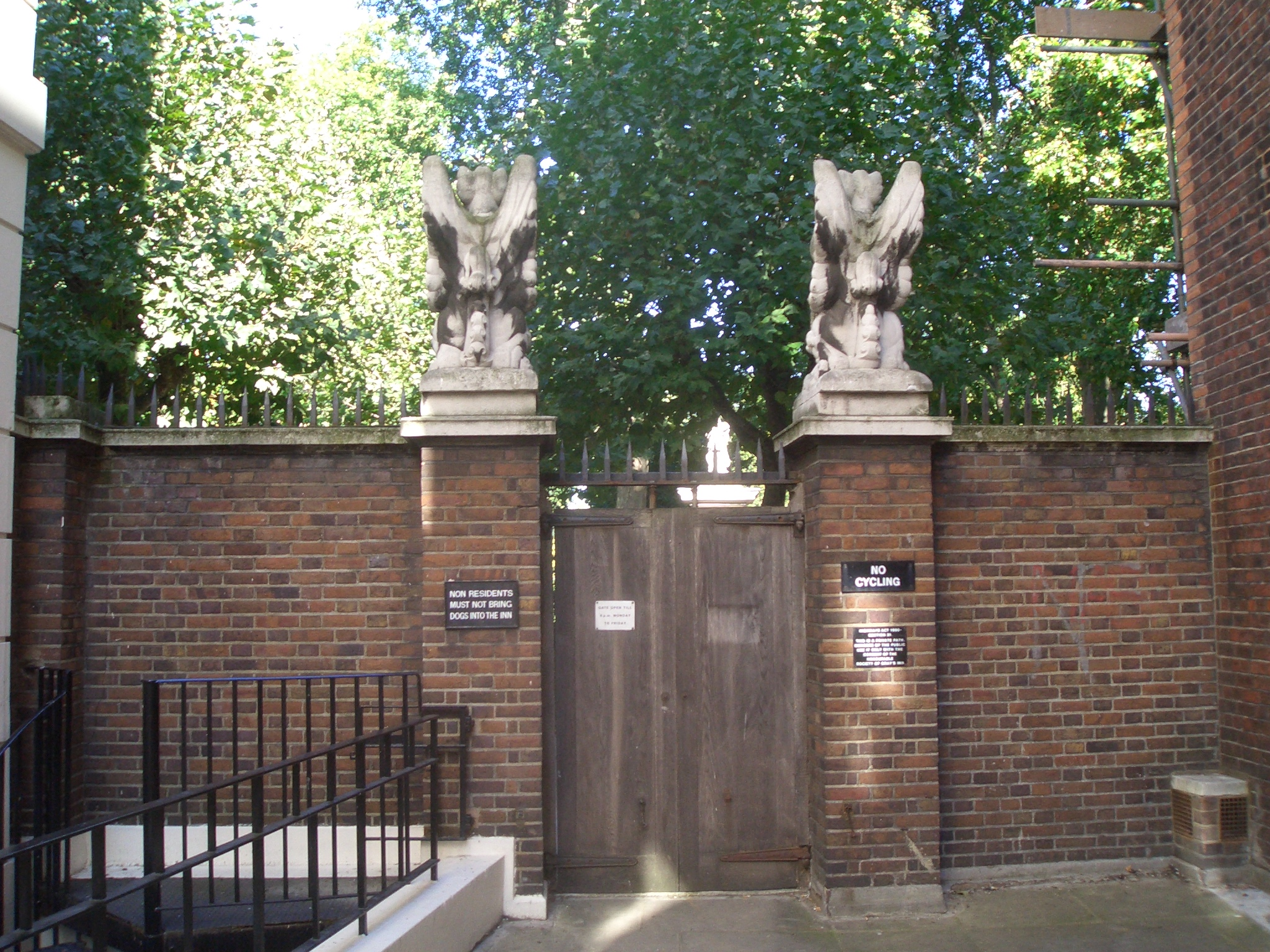
Entrance to Gray's Inn
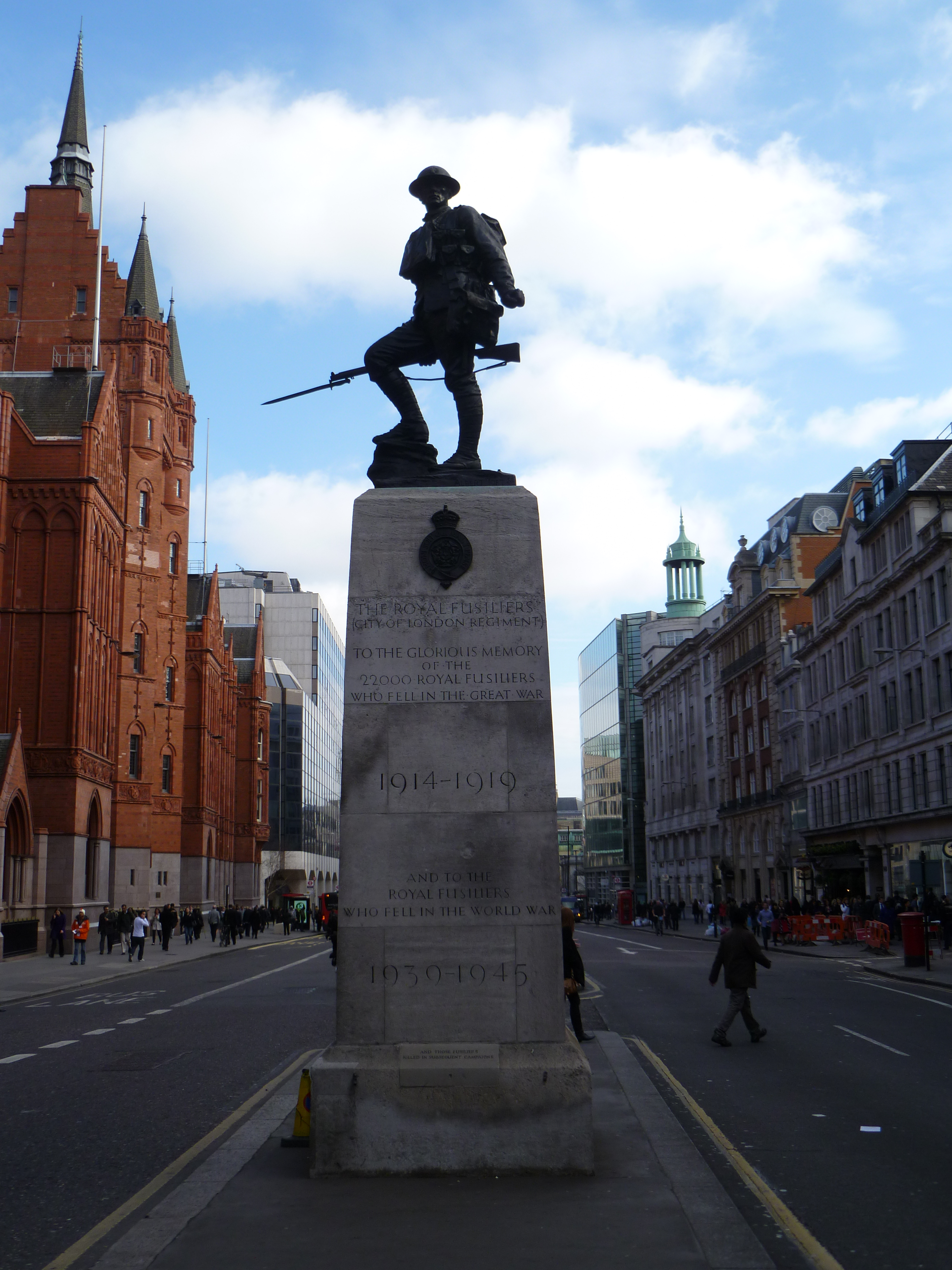
Royal London Fusiliers Monument on Holborn, dedicated to those who died in جنگ جهانی اول